# 弗里伯恩縣
弗里伯恩縣（英語：Freeborn County）是美國明尼蘇達州南部的一個縣，南鄰愛阿華州。面積1,872平方公里。根據美國2000年人口普查，共有人口32,584人。縣治艾伯特利 (Albert Lea)。
成立於1855年2月20日。縣名紀念在當地殖民者威廉·弗里伯恩 （William Freeborn）。